# Econo
Econo ist ein regionales Wirtschaftsmagazin, das seit 2005 in Baden-Württemberg erscheint. Das Magazin wird seit Oktober 2012 von der Econo Verlags-GmbH mit Sitz in Villingen-Schwenningen herausgegeben. Econo erscheint mit elf Ausgaben pro Jahr mit einer Auflage von jeweils bis zu 18.000 Exemplaren. Die Leser sind laut einer unabhängigen Leserbefragung des Marktforschungsinstituts "Cobus" aus Karlsruhe zu 80 Prozent Entscheidungsträger in Unternehmen und freien Berufen, in Banken und Sparkassen sowie Kommunen und anderen politischen Ebenen.
Als journalistisch unabhängiges Wirtschaftsmagazin für den Mittelstand im Südwesten besetzt Econo die Lücke zwischen lokaler Tageszeitung und überregionaler Wirtschaftspresse.
Econo ist aus dem früheren Wirtschaftsmagazin „Business in Baden“ hervorgegangen, welches der Offenburger Verleger Klaus Kresse 1998 entwickelt und aufgebaut hat. Damals gab es noch eine Kooperation mit der „Mittelbadischen Presse“, die seit 2004 nicht mehr besteht. Bis zum Herbst 2012 war die Südwestdeutsche Medienholding über die Schwarzwälder Bote Mediengesellschaft an Econo beteiligt.  In Verantwortung des „Mannheimer Morgen“ erscheint seit 2008 die eigenständige Lizenz-Ausgabe Econo Rhein-Neckar.